# 銃士戦隊フランスファイブ
『銃士戦隊フランスファイブ』（じゅうしせんたいフランスファイブ）は、日本の1980年代の同人作品『愛國戰隊大日本』に影響を受けてフランスで制作された自主制作映画および作中で主人公たちが変身するヒーローの名称である。エピソード4以降、作品名は『新剣銃士フランスファイブ』（しんけんじゅうしフランスファイブ）に改題された。
『愛國戰隊大日本』だけでなく、東映のスーパー戦隊シリーズへの様々なオマージュが見られる。

## 概要
フランスのBuki X-4 Productions製作で、オリジナル音声はフランス語である。公式サイトなどで作品が公開されている。また、製作スタッフと友好関係にある日本の同人サークルの手により、少数ながらビデオ化されている。ビデオの入手先は、同サークルがコミックマーケット等のイベントに出展する場合などに限られていたが、現在はYouTubeのフランスファイブ公式チャンネルで全エピソードとメイキング映像が無料公開されている。
自主制作としては完成度が高く、フランスを舞台にした独自のストーリーが巨大ロボットまで含めたスーパー戦隊シリーズのフォーマットで展開される。主題歌は、エピソード3までは第15作『鳥人戦隊ジェットマン』と第8作『超電子バイオマン』のリミックス曲に替え歌を乗せた物を付けていたが、エピソード4からは串田アキラが作詞・作曲・歌唱したオリジナル曲を使っている。これは、作品を見た串田の申し出によるそうである。作品中の音楽に関しても、エピソード2まではスーパー戦隊シリーズからの流用であったが、エピソード3からオリジナル曲を使用しており、以前のエピソードも差し替える予定だとしている。
エピソード1の公開は2000年。当初は1話限りの企画であったため、「戦隊ものドラマの中盤のエピソード」を感じさせる作りになっている。更に1年1話ペースで2004年のエピソード4まで制作・公開が続行され、2005年には完結編となるエピソードファイナルの撮影開始が告知された。その後、公式サイトの更新は2005年6月27日を最後に停止していたが、2012年5月12日、約7年ぶりの更新でエピソード5の完成が告知され、同年6月6日に公開となった。ただし、完結は当初の予定から変更されて先送りとなり、2013年4月29日公開のエピソード6にて改めて完結を迎えている。
2019年のJapan Expoで行われたトークショーにて、ピロー監督からコレクターボックスの制作を希望する旨の発言があり、2022年6月2日にBlu-rayボックスの発売予定が発表された。1300セット限定生産で、内容は全エピソードのHDリマスター映像と新規エピソード・メイキング等の特典映像を収録したBlu-rayディスク4枚組(リージョンフリー仕様)に、3枚組のサウンドトラックCD、特典設定資料集・写真集・架空のTVシリーズ脚本集(全51話分)の3冊子、DVDジャケット写真7枚、シリアルナンバー入りの証明書がセットとなっている。発売日は「Japan Expo 2022」の初日となる2022年7月14日で、予約者は宅配の他に同イベント会場での受け取りも可能とされた。

## あらすじ
フランスファイブは、フランスのパリを本拠地として戦っている戦隊である。フランス人の中でもフランス人らしい彼らは、美しい故郷の星を守るため、侵略者と戦っている。悪の帝王グルー・マン・シュー率いるレクソス帝国は、既に地球以外の全ての星を支配下に置いており、最後に残った地球を征服しようと狙っている。だが、悪の帝国レクソス帝国の攻撃に対し、エッフェル塔から放出される力で地球は護られ、侵略者達は地球に長くいられず、地球を直接攻撃できない。このため、敵はあの手この手を使ってエッフェル塔の破壊を仕掛けてくるのであった。

## 特徴
自主製作映画でありスポンサー・玩具展開が存在しないため、フランスファイブの強化服は強化されたという設定でほぼ毎エピソード変わっている。

## エピソード
1. ヒプノストロムの出撃！迷子のガイド！ （2000年）
2. 恐怖の怪獣DJ、ディスコストロム舞いおりる （2001年）
3. イカサマを食い止めろ！毒獣はルールを狂わす（2002年）
4. パリは燃えているか？迫る危機その名は「ザッカラル」！ （2004年）
5. さらば、フランスファイブ！栄光の日は来たれり！（2012年）
6. 「今回こそ…最期だ」アントワーヌよ、運命に立ち向かえ！（2013年）

## キャスト

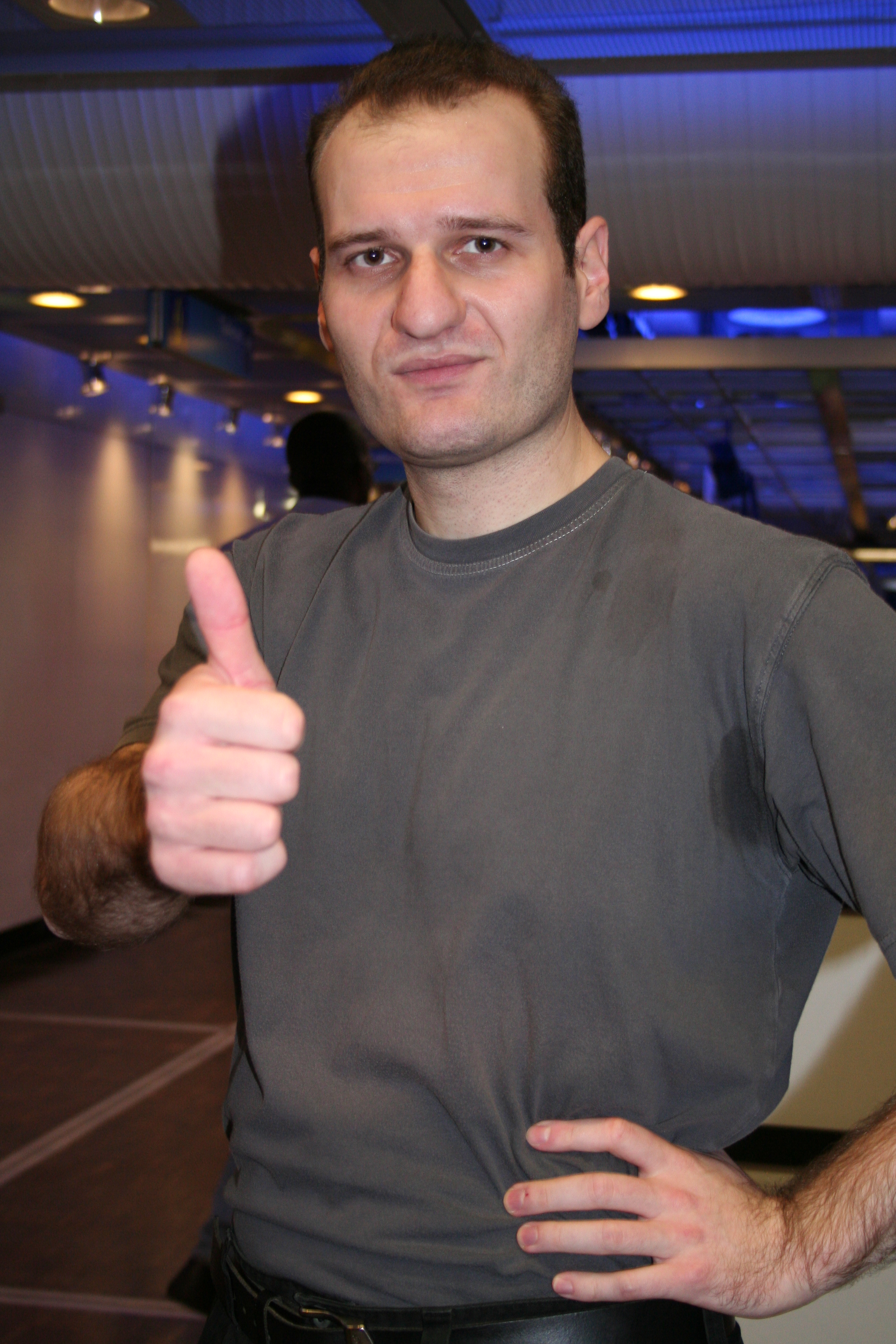
グレゴリー・ゴールドバーグ

### フランスファイブ
アントワーヌ・デショーム/レッド・フロマージュ（セバスチャン・ルシェ）
生真面目なフランスファイブのリーダー。武器はエピソード1では「レッド・ビーム」を放つピストル。エピソード2からは長剣「カマンブレード」。
ティエリー・デュラン/ブラック・ボジョレー （グレゴリー・ゴールドバーグ）
ボジョレー・ワイン城主の御曹司で誇り高き武道家。武器は二刀流の短剣「ダブル・ボジョレー・ブレード」。エピソード2以降は前後に刃を持つ双剣「ダブル・アルコール・中毒スラッシャー」。
アルベール・デュマ/ブルー・アコーデオン （ダニエル・アンドレィエフ）
音楽家の息子で音楽に造詣が深い。武器はエピソード1では弓の「ブルー・アーチェリー」。エピソード2以降は前後に刃を持つ双剣「アコーディオン・ブレード」。
ジャン・ペトリ/イエロー・バゲット （トマ・ブルンベルグ）
パン職人で、メンバーの中では最年少。ナンパ好きでやや無鉄砲。武器はエピソード1ではフランスパン型の大剣「ブレッド・カリバー」。エピソード2以降は棒の「ブレッド・オ・バゲット」。
カトリーヌ・フォンテーン/ピンク・ア・ラ・モード （ウェンディ・ロウェルトゲン/ノルウェン・ダスト）
ファッションモデルで、チームの紅一点。シルバー・ムスカテールに夢中だが、アラミスのことは大嫌い(同一人物であることを知らない)。武器はエピソード1では「ピンク・リボン」。エピソード2以降は三角定規型の「エケロ・ピンク」。エピソード4で配役が変更された。「新プレタコニェ・春夏コレクション」

### フランスファイブの協力者
アリスティド・ブルゴンド教授（ティボール・クレールデュエ）
地球防衛軍からの極秘任務を受けてフランスファイブを含む「プロジェクト・ルージュ」を創設した天才科学者。
マーガリン（エミリー・トール/クレマンス・ペロ）
教授の助手の女性型アンドロイド。外見は何度もモデルチェンジされている。
アラミス・レクレール/シルバー・ムスカテール（グレゴアール・ヘロー）
正体不明の6人目の戦士。アントワーヌとは過去の経緯から微妙な関係である。

### 帝国レクソス
帝王グルー・マン・シュー率いる悪の組織。既に銀河系の地球以外の全ての星を支配下に置いており、最後に残った地球を征服しようと狙っている。小惑星に要塞基地を置いている。

#### 首領・幹部
グルー・マン・シュー （ダビッド・ゲルー）
レクソスの首領。絶対的な力で幹部たちを統率する。
ワーデュック （ジャン-マルク・アンベール）
曲刀を武器とするレクソスの幹部。闘うことが生き甲斐の肉体派戦士。
エクスタジー （ナデジュ・ベサゲ/オレリー・モーリス）
鞭を武器とする女幹部。なぜかアントワーヌに執着し仲間に引き入れようと画策する。エピソード2から配役が変更。
カンクラレクス （オリビエ・ファレー）
怪人達を作り出す科学者でグルー・マン・シューの侍従。長い爪が特徴。帝王にこびへつらい幹部たちをバカにしているが、臆病者で喋る際にはどもる。口癖は「にぇ〜」。
ザッカラル （パトリック・ジオルダノ）
グルー・マン・シューが新たに呼び寄せた幹部にして皇子。18人の兄弟の首を斬ったこともある残忍な性格で知謀・戦闘力にも優れ、味方からも恐れられる存在。

#### 戦闘員
パヌ
甲高い声で「パヌー」としか喋らない戦闘員。

#### 怪人
エピソード3までの怪人はカンクラレクスによって作られており、倒されるとカンクラレクスの儀式によって巨大化して復活する。
ヒプノストロム（竹田順一）
人間に憑依して操る能力を持つ。
ディスコストロム（竹田順一）
音波系の技を駆使し、フランスファイブの変身を妨害することもできる。人間体の時にはDJとして潜入している。
トクシコストロム（竹田順一）
化学物質によって人間を凶暴化させたり、注射器型の腕で相手のエネルギーを吸い取ることができる。改造後は毒ガスを噴射する能力も得た。
ピロストロム（竹田順一/ニコラス・ロビン/その他）
ザッカラルが連れてきた怪人。火炎を操る。カンクラレクス製でないせいか、巨大化することはない。

## メカ
ジェット・シャルルマーニュ
フランスファイブの母艦。
フランス=ロボ
フランスファイブの戦闘ロボット。ホーク・ダルタニャンとタンク・ジャンヌ・ダルクが変形合体した形態。剣「シラノ・ブレード」と盾「ヴォーバン・シールド」を装備する。
シャンテクレール・マシーン
シルバー・ムスカテールの鳥型マシーン。フランスの国鳥であるニワトリ型。なぜか日本風に「コケコッコー」と鳴く。

## 必殺技
三銃士アタック
メンバーにかかわらず3人で連続攻撃する。エピソード1では素手、エピソード4ではレイピアも用いた。
フランスキャノン
5人で構える大砲を召喚し、「フランスビーム」を放つ。
銃士ファイナル・ヘキサゴン・アタック
フランス・ロボのシラノ・ブレードによって敵を六角形に切り裂く。
オリンピック・クラッシャー
光る球を召喚し、5種類の球技の動作で受け渡して攻撃する。
ダブル・クー・モルテル・ドェ・ヌベール
フランス・ロボのシラノ・ブレードによって敵の急所を一気に突く。

## 制作スタッフ
- アレクサンドル・ピロー（撮影監督、編集、作詞）
- ジョゼ・ベルネズ（録音）
- ピエール・モガール（CG、SFX）
- シリル・ランバン（撮影アシスタント他）
- グレゴワール・ヘロー（シナリオ、作詞、アラミス役）
- イヴ・ショヴィレ（デザイン）
- ジャン・ケール（ダイアログ）
- フレデリック・ホステイング（演技指導）
- ヤニック・ボピュイ（モンスター制作、ピンク、ブルーのスタント役）
- ダビッド・クバキ（モンスター制作、ヒーローマスク・アクセサリー制作、第2話ロボ制作、レッド役スーツアクター）
- 竹田順一（第1話〜第3話プロデューサー、ヒーローマスク・アクセサリー制作、第1話〜第3話の怪獣役）
- グレゴリー・ゴールドバーグ（ヒーロー用武器・アクセサリー製作、ティエリー役、ブラック役スーツアクター）
- オレリー・モーリス（衣装制作、第2話以降エクスタジー役）
- レティシア・ジラール（衣装制作）
- オレリアン・フランソワ（レッド、ブラック、イエローのスタント役）
- ヤニック・ロウ（主題歌・ED主題歌・BGM作曲）
- オリビエ・ファレー（＝ゴトゥーン）（歌唱、カンクラレクス役）
- 串田アキラ（エピソード4主題歌提供）
- レ・ロマネスク（エピソード4挿入歌「愛の定理」提供、レ・ロマネスクTOBI敵の一味カマキリ男アゴニー役[2]）

## 参考資料
- 『よしだくんデラックス愛蔵版　新剣銃士フランスファイブ超大全集』（黒漫画党、2005年第三版、全国書誌番号:21317978、同人誌だが、国立国会図書館に所蔵されている）
- 平侑子、張慶在「児童用テレビ番組から見るテレビ番組「越境」のメカニズム : 韓国における「スーパー戦隊シリーズ」の受容を中心に」『国際広報メディア・観光学ジャーナル』第18号、北海道大学大学院国際広報メディア・観光学院、2014年、49-68頁、NAID 120005418083、NCID AA1224631X、OCLC 5607220182、国立国会図書館書誌ID:025570154、2023年2月18日閲覧。
- レ・ロマネスク『ジュテームのコリーダ : レ・ロマネスクOfficial Guide Book』扶桑社、2015年、13頁。ISBN 9784594072636。OCLC 1041864051。国立国会図書館書誌ID:026399868。2023年2月18日閲覧。